# Czapla białoszyja
Czapla białoszyja (Ardea pacifica) – gatunek dużego ptaka z rodziny czaplowatych (Ardeidae). Monotypowy.
WyglądWierzch ciała czarny z niebieskim połyskiem, upierzenie godowe ozdobne i wydłużone, kasztanowate pióra na plecach. Głowa, szyja oraz pierś białe, linia ciemnych plamek na przodzie szyi. W locie widoczna biała plama w nadgarstku.
RozmiaryDługość ciała 76–106 cm; masa ciała 650–860 g; rozpiętość skrzydeł 147–160 cm.
Zasięg, środowiskoAustralia; pospolita na płytkich wodach; regularnie zalatuje do południowej Nowej Gwinei, na Tasmanię i wyspy w Cieśninie Bassa; sporadycznie zalatuje do Nowej Zelandii. Osiadła lub koczująca.
ZachowanieLot z wolnymi uderzeniami skrzydeł i szyją położoną na grzbiecie; czasami krąży w powietrzu. Czatuje na ofiary na stałych stanowiskach.
StatusIUCN uznaje czaplę białoszyją za gatunek najmniejszej troski (LC, Least Concern) nieprzerwanie od 1988 roku. W 2006 roku organizacja Wetlands International oceniała globalny trend liczebności populacji jako fluktuujący, choć niektóre populacje były stabilne, a trend liczebności niektórych nie był znany.